# هگزافلوئورو-۲-بوتین
هگزافلوئورو-۲-بوتین (به انگلیسی: Hexafluoro-2-butyne) با فرمول شیمیایی C4F6 یک ترکیب شیمیایی با شناسه پاب‌کم 69654 است. که جرم مولی آن 162.03 g/mol می‌باشد. شکل ظاهری این ترکیب، گاز بی‌رنگ است.